# Patrick Leahy (lekkoatleta)
Patrick Joseph („Pat”) Leahy (ur. 20 maja 1877 w  Cregane w hrabstwie Limerick w Irlandii, zm. 27 grudnia 1927 w Chicago) – irlandzki lekkoatleta startujący w barwach Wielkiej Brytanii, srebrny i brązowy medalista olimpijski z Paryża z 1900.
Był młodszym bratem Corneliusa Leahy’ego, również medalisty olimpijskiego w lekkoatletyce.
Na igrzyskach olimpijskich w 1900 w Paryżu zajął 2. miejsce w skoku wzwyż skokiem na wysokość 1,78 m (wygrał Amerykanin Irving Baxter wynikiem 1,90 m). Zajął również 3. miejsce w skoku w dal i 4. miejsce w trójskoku.
Wystąpił także na igrzyskach olimpijskich w 1908 w Londynie w skoku wzwyż, w którym zajął 9. miejsce (jego brat Cornelius zdobył wówczas srebrny medal).
Pat Leahy był mistrzem Wielkiej Brytanii (AAA) w skoku wzwyż w latach 1898 i 1899.
W 1909 Patrick i Cornelius Leahy wyemigrowali do Stanów Zjednoczonych, gdzie spędzili resztę życia.

## Rekordy życiowe
- skok wzwyż – 1,968 m (1898)
- skok w dal – 7,29 m (1902)
- trójskok – 15,15 m (1901)